# Döbrönte
Döbrönte là một thị trấn thuộc hạt Veszprém, Hungary. Thị trấn này có diện tích 10,79 km², dân số năm 2010 là 267 người, mật độ 25 người/km².